# 6. Międzynarodowy Festiwal Filmowy w Wenecji
6. Międzynarodowy Festiwal Filmowy w Wenecji odbył się w dniach 8–31 sierpnia 1938 roku. W ramach festiwalu odbyła się retrospektywa kina francuskiego, obejmująca filmy z lat 1891–1933.
Jury pod przewodnictwem założyciela imprezy Giuseppe Volpiego przyznało nagrodę główną festiwalu, Puchar Mussoliniego za najlepszy film zagraniczny, niemieckiemu obrazowi Olimpiada w reżyserii Leni Riefenstahl. Za najlepszy film włoski uznano obraz Pilot Luciano Serra w reżyserii Goffredo Alessandriniego.